# Eli Marienthal

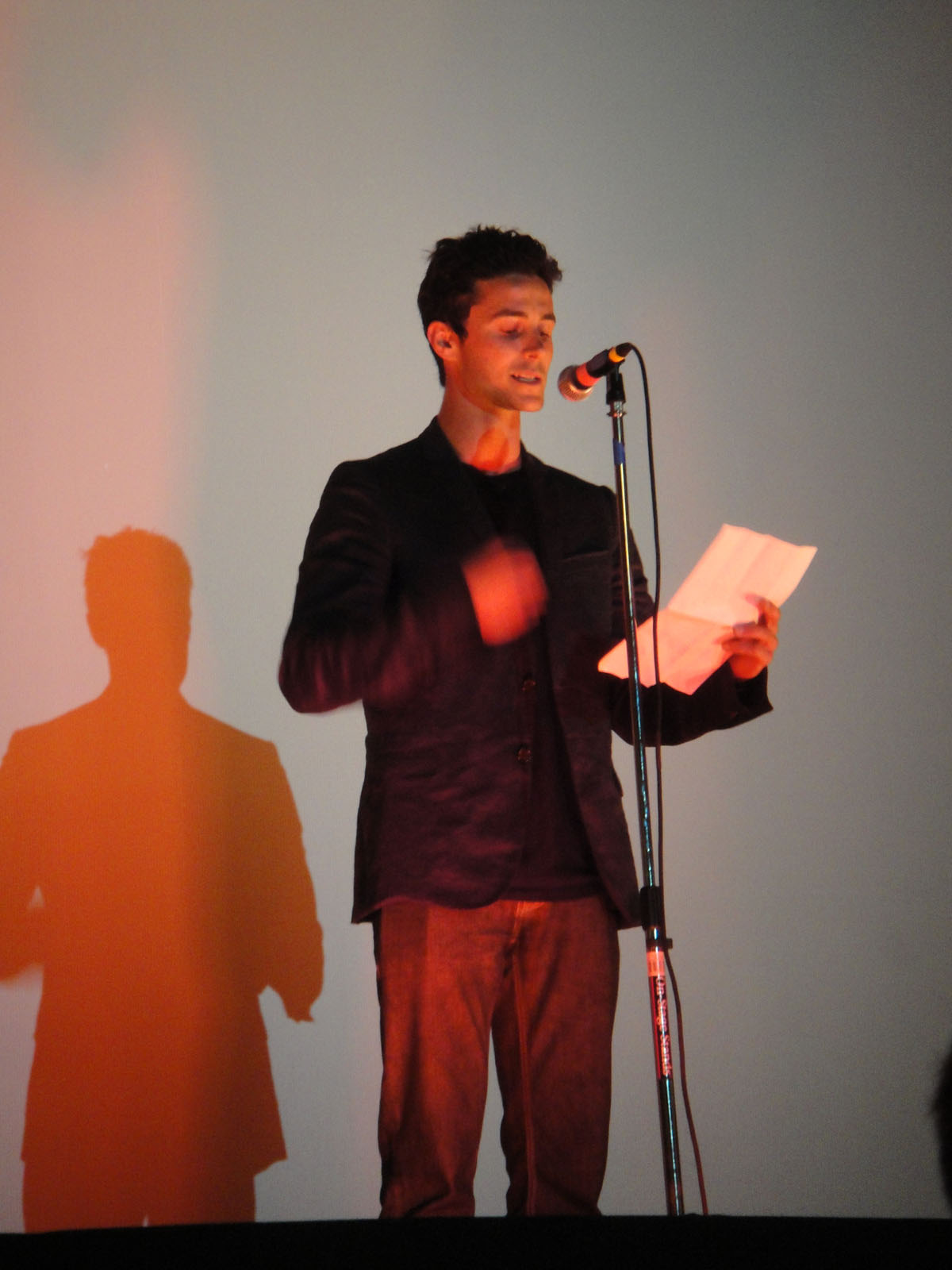
Eli Marienthal (2012)

Eli Kenneth Marienthal (* 6. März 1986 in Santa Monica, Kalifornien) ist ein US-amerikanischer Bühnen-/Filmschauspieler und Synchronsprecher.

## Leben
Marienthal wurde in Santa Monica als Sohn jüdischer Eltern – Joseph und Lola Marienthal – geboren. Seine Geschwister sind die Schauspieler Harley und Flora Cross. Nach der Scheidung seiner Eltern lebte er hauptsächlich mit seiner Mutter in Berkeley.
Während seiner Schulzeit verbrachte er zwischen dem Besuch der dritten und vierten Klasse einige Zeit in Paris bei seinem Vater, der dort als Reporter arbeitet. Seinen Abschluss machte Marienthal an der privaten East Bay French-American School, an der Französisch zweite Unterrichtssprache ist und der Unterricht zweisprachig abgehalten wird.
Seine Karriere begann er an den Bay Area Theatern, wo er in Stücken wie Missing Persons, The Cryptogram, Hekuba, Ein Sommernachtstraum, Every 17 Minutes the Crowd Goes Crazy und Leben des Galilei mitwirkte. In den Filmen American Pie – Wie ein heißer Apfelkuchen und American Pie 2 spielte Marienthal Steve Stiflers jüngeren Bruder. Im vierten Teil der Filmreihe – American Pie präsentiert: Die nächste Generation, in dem Matt Stifler Protagonist der Handlung ist, wurde die Rolle von Tad Hilgenbrink übernommen. Die Titelrolle des Tucker Pierce spielte Marienthal 2000 in der gleichnamigen Fernsehserie Tucker. 2004 war er neben Lindsay Lohan in der Teenagerkomödie Bekenntnisse einer Highschool-Diva zu sehen. Im Jahr 2009 trat er als Ben Walsh in dem Horrorfilm The Reeds auf.
Marienthal war 1999 die Originalstimme des Hogarth Hughes in dem Science-Fiction-Animationsfilm Der Gigant aus dem All. Große Bekanntheit erlangte er auch 2003 als Originalstimme von Robin / Tim Drake in dem ebenfalls animierten Film Batman – Rätsel um Batwoman.

## Filmografie (Auswahl)
- 1996: Ein Engel auf Probe (Unlikely Angel)
- 1997: First Love, Last Rites
- 1998: Hauptsache Beverly Hills (Slums of Beverly Hills)
- 1998: Jack Frost – Der coolste Dad der Welt! (Jack Frost)
- 1999: American Pie – Wie ein heißer Apfelkuchen
- 1999: Der Gigant aus dem All (The Iron Gian)
- 2000: Tucker
- 2001: American Pie 2
- 2002: Die Country Bears – Hier tobt der Bär (The Country Bears)
- 2001–2002: The Zeta Project
- 2003: Batman – Rätsel um Batwoman (Batman: Mystery of the Batwoman)
- 2004: Bekenntnisse einer Highschool-Diva (Confessions of a Teenage Drama Queen)
- 2017–2019: The North Pole (Fernsehserie, 12 Folgen)